# ナショナル・ウォレス・モニュメント

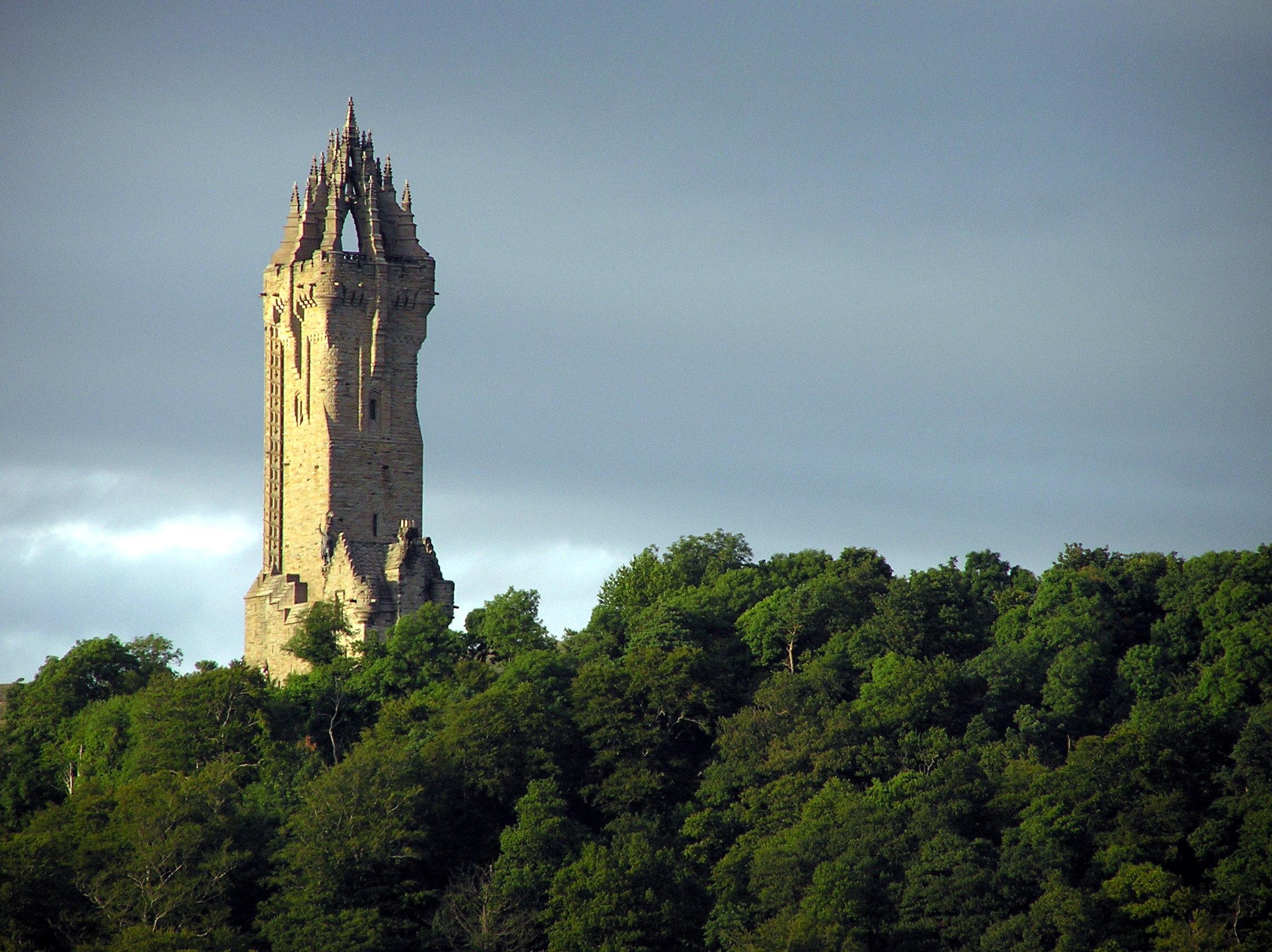
ウォレス・ナショナル・モニュメント（ウォレス・モニュメント）

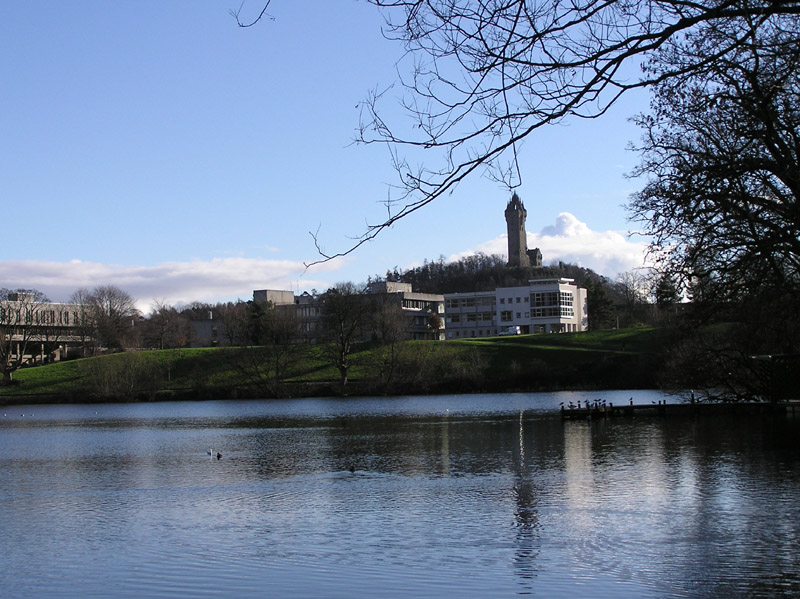
スターリング大学からモニュメントを望む

ナショナル・ウォレス・モニュメントは、スコットランドのスターリングにほど近いアビー・クレイグと呼ばれる丘の上に建っている塔である。一般的には「ウォレス・モニュメント」という名で知られている。このモニュメントは、13世紀のスコットランドの英雄ウィリアム・ウォレスを記念している。

## 建設の歴史的経緯
この塔は、19世紀におけるスコットランド人のナショナル・アイデンティティの高まりを背景として、広く一般から募った寄付金によって建てられた。それに加えて海外からの資金提供者たちも存在し、イタリア王国統一に大きな役割を果たしたジュゼッペ・ガリバルディもその一人である。建築家ジョン・トーマス・ロシェッドによる設計は1869年に完成した。モニュメントは砂岩を積み上げた高さ約67メートルの塔とされ、外見にはヴィクトリアン・ゴシック様式が採用された。アビー・クレイグの丘の上に建設されることになったのは、スターリング・ブリッジの戦いの直前に、ウィリアム・ウォレスがその高みからイングランド王エドワード1世の軍勢を偵察したことに由来している。

## 観光地としてのモニュメント
モニュメントは広く一般に公開されている。塔の内部は歴史的な展示がなされており、ウィリアム・ウォレスが実際に用いていたと言われている長さ約1.5メートルの剣も展示されている。塔の頂上からはスターリングの街や周囲のオチル丘陵、フォース川を見渡すことができるが、246段の狭い螺旋階段を登らねばならない。

## 映画『ブレイブハート』の影響

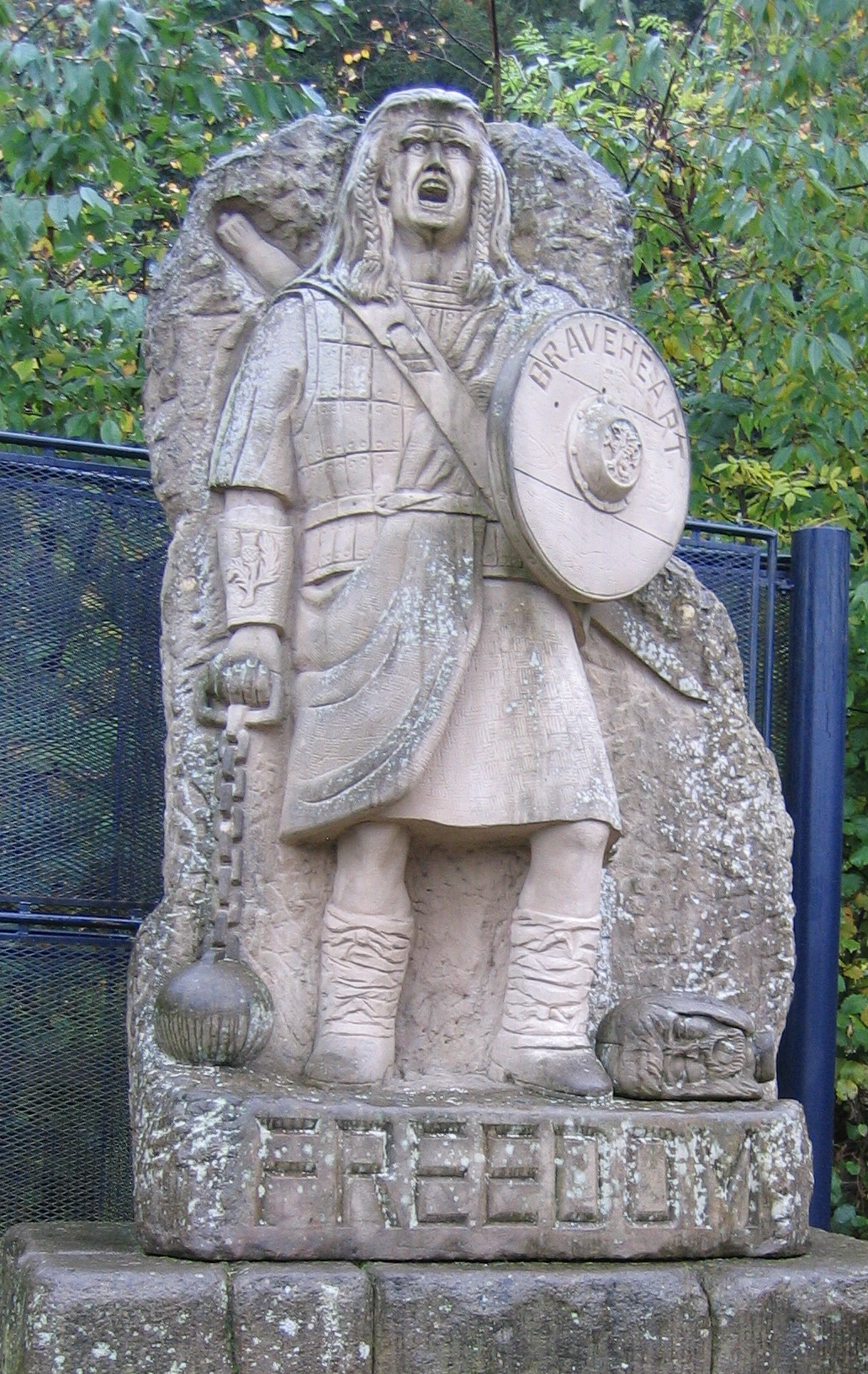
「ウィリアム・ウォレス」の像

1997年には、モニュメントの駐車場にウィリアム・ウォレスの彫像が設置された。しかしながらこの像は、歴史学的考証に基づいたウォレスの姿を忠実に再現しているのではなく、映画『ブレイブハート』でウォレス役を演じたメル・ギブソンの姿を模している。実際、このウォレスが持つ盾には「ブレイブハート（Braveheart）」と記されている。
この石像を好ましくないと考える一部のスコットランドの人々は、そのあまりの「歴史的な根拠のなさ」を理由として、ウォレス像の撤去を求めている。しかしこの要求は公式に拒否されたため、現在も石像は現地に残されている。「悲しむべきことだが世界の大部分の人々は、ウィリアム・ウォレスと言われると、尻の穴から稲妻攻撃をすることができる身長2メートル超の巨大なスコットランド人ではなく、少しばかり調子の狂ったメル・ギブソンを思い出すということだろう」と、ウィスコンシン大学が発行する『デイリー・カーディナル』紙において、ウィリアム・テンビーがコメントしている。